# Kostiantyn Bucenko
Kostiantyn Łeonidowycz Bucenko, ukr. Костянтин Леонідович Буценко (ur. 10 marca 1969 w Charkowie) – ukraiński hokeista, reprezentant Ukrainy. Trener hokejowy.
Jego syn Nikita (ur. 1990) także został hokeistą.

## Kariera zawodnicza
- Dynamo Charków (1987-1989)
- Sokił Kijów (1992-1994)
- Awangard Omsk (1994-1997)
- Nieftiechimik Niżniekamsk (1997-1999)
- Sokił Kijów (1999)
- Spartak Moskwa (1999-2000)[1]
- SKA Sankt Petersburg (2000/2001)
- Sokił Kijów (2000/2001)
- Mostowik Kurgan (2001/2002)
- Sokił Kijów (2001-2002)
- HSC Csíkszereda (2002-2003)
- Motor Barnauł (2003-2004)
- Dynama Mińsk (2004-2005)
- Dniprowśki Wowky Dniepropetrowsk (2005)
- Berkut Kijów (2005-2007)
- Biłyj Bars Biała Cerkiew (2008-2009)

Wychowanek klubu Drużba-78 Charków.
Uczestniczył w turniejach mistrzostw świata 1993, 1994 (Grupa C), 1998 (Grupa B), 1999 (Grupa A).

## Kariera trenerska
- Reprezentacja Ukrainy do lat 18 (2006-2009), asystent trenera
- Biłyj Bars Browary (2009-2012), główny trener[2]
- Biłyj Bars Biała Cerkiew (2015-), główny trener

Po zakończeniu kariery został trenerem. Od lipca 2015 trener zespołu Biłyj Bars Biała Cerkiew.

## Sukcesy
Reprezentacyjne
- Awans do mistrzostw świata Grupy A: 1998

Klubowe
- Złoty medal mistrzostw Ukrainy: 1993, 1999 z Sokiłem Kijów
- Srebrny medal mistrzostw Ukrainy: 1994, 2002 z Sokiłem Kijów, 2006, 2007 z Berkutem Kijów, 2009 z Biłyjem Barsem
- Brązowy mistrzostw Rosji: 1996 z Awangardem Omsk
- Złoty medal Wschodnioeuropejskiej Ligi Hokejowej: 1999 z Sokiłem Kijów